# 静岡競輪場
静岡競輪場（しずおかけいりんじょう）は静岡県静岡市駿河区にある競輪場。施設所有および主催は静岡市。競技実施はJKA東日本地区本部南関東支部。

## 概要
静岡競輪場は全国最後発となる1953年に開設された。当初は地元企業が競輪場の施設を保有していたが、1963年から静岡市が施設を保有している。入場料は無料である。
特別競輪は、1974年、1989年にオールスター競輪が、1994年、1999年、2004年、2008年、2016年に日本選手権競輪（「駿府ダービー」。1994年のみ「静岡ダービー」）が、2010年にSSシリーズ風光るが、2015年に読売新聞社杯全日本選抜競輪が、2018年、2021年、2024年にKEIRINグランプリが、それぞれ開催された。このほか、2020年にも日本選手権競輪が開催予定だったが、COVID-19の影響で開催自体が中止となった（その為、2020年度は静岡ではグレードレースは一度も行われなかった）。
記念競輪 (GIII) は毎年2月に「たちあおい賞争奪戦」を開催するのが通例（2011年度は時期移動で11月、2012年度は2013年1月に開催）となっており開催2日目のシード優秀競走は、静岡県の民謡「ちゃっきり節」にちなんで「ちゃっきり賞」の名称で行われる。また、駿府城を居城とした徳川家康の幼名「竹千代」にちなんで「竹千代三国志（2007年までは「竹千代カップ」）」と題した開催が行なわれていた。なお三国志とは、関東地区、南関東地区、中部・近畿地区の若手選手の3地区対抗戦で行われることからこの名前がついている。
1967年8月に日本の競輪場では初めてセンターポールにエンドレスパトロールカメラを設置したが、この工事をバリー工業が行ったことから場内のレース実況も長い間同社の所属アナウンサーが務めていた。2011年度から2017年度までと2019年度から2022年度の実況は株式会社JPFで担当は中村将司もしくは藤澤宏己。2018年度のみ再びバリー工業で担当は主に香川岳司が担当していた。中村のVOICE TRUSTへの移籍に伴い、2023年度以降は加奈山翔など同社所属のアナウンサーが中村の不在時に担当する。
2020年3月3日からナイター競走として「富士山バンクナイトレース」が実施されている。また、2022年10月3日より全国29場目となるミッドナイト競輪を開催している。
場内における飲食店の充実ぶりは川崎競輪場と並んで評価が高い。トータリゼータシステムは当場の包括委託企業である日本トーターが担当している。
静岡市はいわゆる地方都市に該当するが、集客力は全国の競輪場の中でもトップクラスであり、KEIRINグランプリ2018開催当日の2018年12月30日は22,110人もの観客を集めた。KEIRINグランプリにおいて開催当日に2万人以上もの観客を集めたのは、KEIRINグランプリ08（2008年）以来10年ぶりであった（KEIRINグランプリ2021は入場制限を行った影響で4,734人に留まった）。KEIRINグランプリ2024（2024年12月30日）でも2万人近い観客を集めている。また、売り上げ額も全国トップクラスであり、日本選手権競輪において過去最高の売上額（430億1370万5100円）を記録したのも当地で1994年に開催された第47回大会であった。

## チャリロト
2012年12月7日からの開催より、重勝式投票にあたるチャリロトが発売される。なお静岡は伊東温泉競輪場・千葉競輪場・いわき平競輪場とキャリーオーバーを共有する『グループB』としての発売となり、キャリーオーバーの対象外であるチャリロト3は静岡の開催では発売されない。

## キャラクター
新マスコットキャラクターは2016年初めに公募され、静岡市内・日本平動物園のレッサーパンダにちなんだものが選ばれた。計399作品（複数案提出者も）の中から、ユニフォームのミカンを削除、S班のレーサーパンツへの変更などを経た最終デザインが採用された。名前も公募され「レーサーパンダ」に決定、4月30日の第70回日本選手権競輪初日からデビューした（性別は男の子）。
それ以前、2004年から地元静岡市出身の坂井永年がデザインした天女の「ビッキー」が使用されていたが、これは天女伝説のある三保の松原が所在する旧清水市と静岡市が登場の前年に合併したことにちなんでいた。

## バンク特徴
1周400m。静岡より前に開設された競輪場のバンクはいずれもカントが緩やかながら外周部は地面と直角に近い角度となる、いわゆる『お椀』型であったが、静岡では全国で初めてストレート・カントのバンクを採用して当時話題となった。
変に伸びるコースは無く平均的なスペックだが、逃げが決まり難く捲りやすい特徴がある。特に2コーナーからの捲りは威力があり、これを逃げ選手のラインがブロック出来なければライン全滅もありうる。それが影響して自力選手もあまり逃げたがらず、500mバンクの様に残り一周になってようやく駆け出すレースが見受けられ、限りなく500mの性格を持つ400mバンクと言える。
選手の間には「富士山を見るな」という冗談がある。これはバンク内からだと観戦スタンドやカントの関係で富士山を見る事はできないのだが、4コーナーの大外に来るとその姿を拝む事ができるため、選手にとってこの辺りを走る事は失速して膨れている事になるので、“富士山を見る事＝負け”を意味してしまうからである。
大画面映像装置は2センターに設置されている。
一般客用の開放スタンドは4コーナーの一角のみに設置されている。このスタンドの裏にはイベントが開催できるスペースが確保されており、時にここにステージを設置してゲストによるトークショーや予想会などが開かれるほか、KEIRINグランプリ2018・2024シリーズではそれぞれのグランプリの優勝者に対する表彰式が行われた（なお、2021シリーズではCOVID-19の影響で、寺内大吉記念杯競輪も含めてバンク内で表彰式を実施した）。

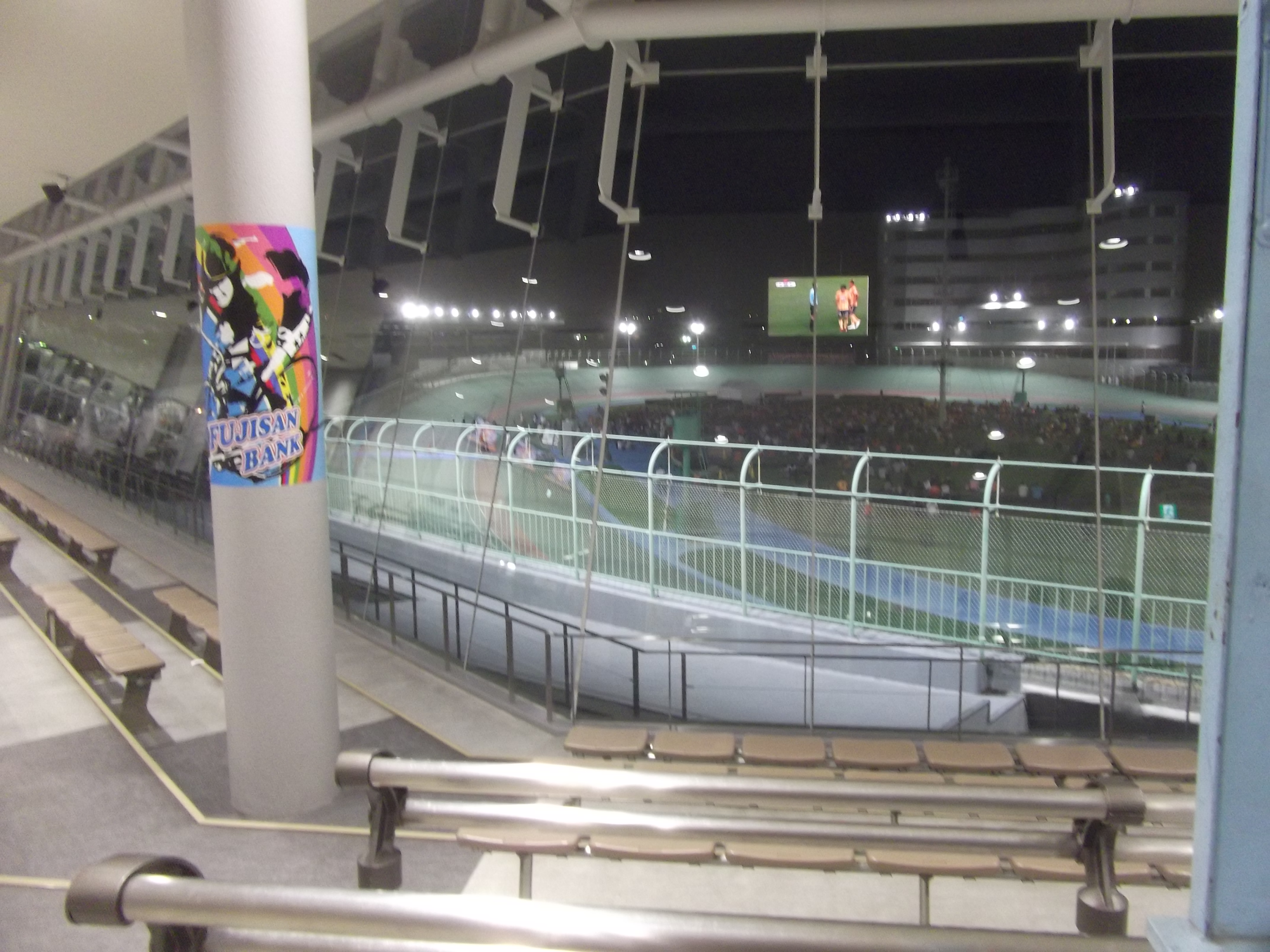
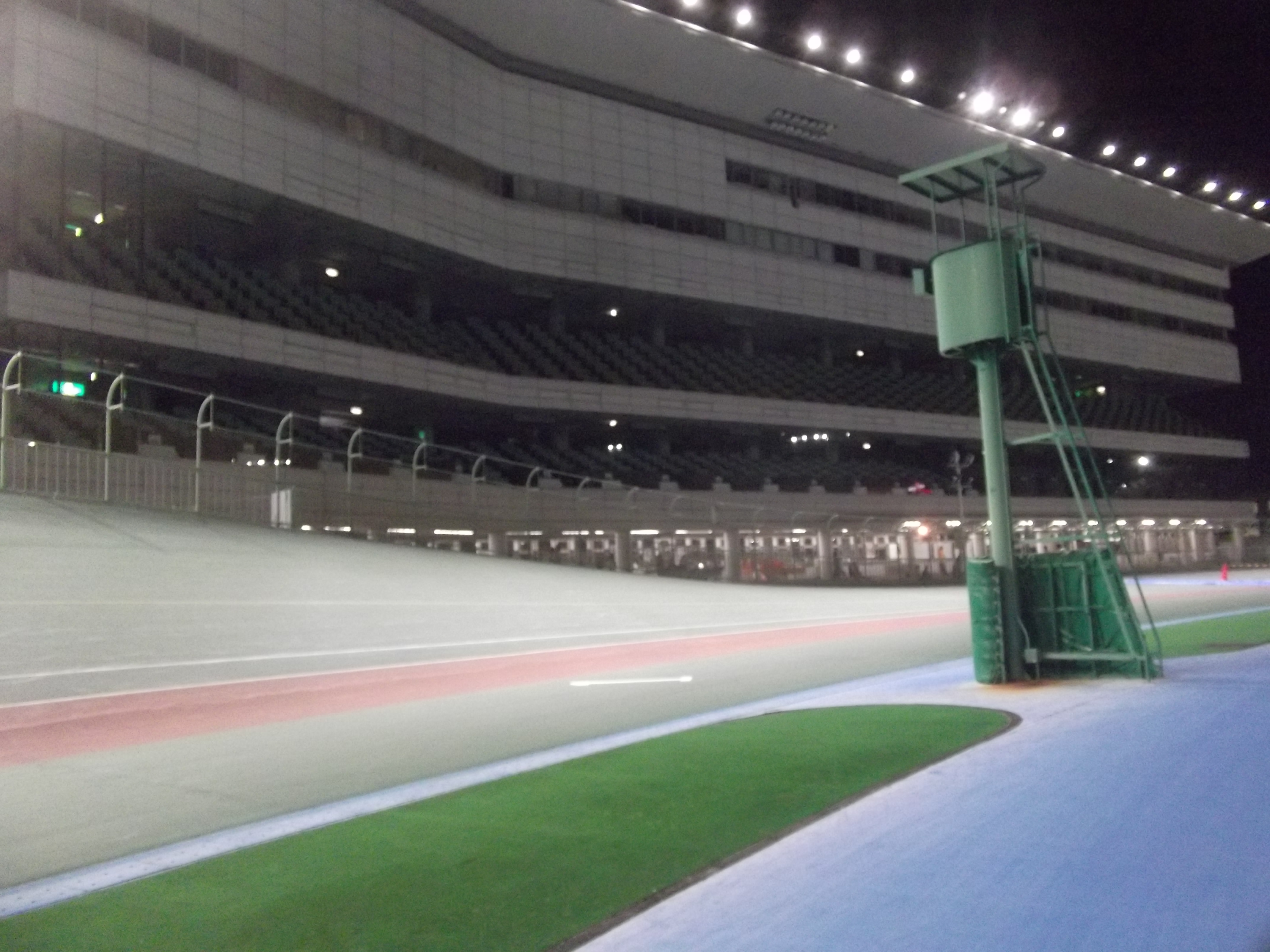
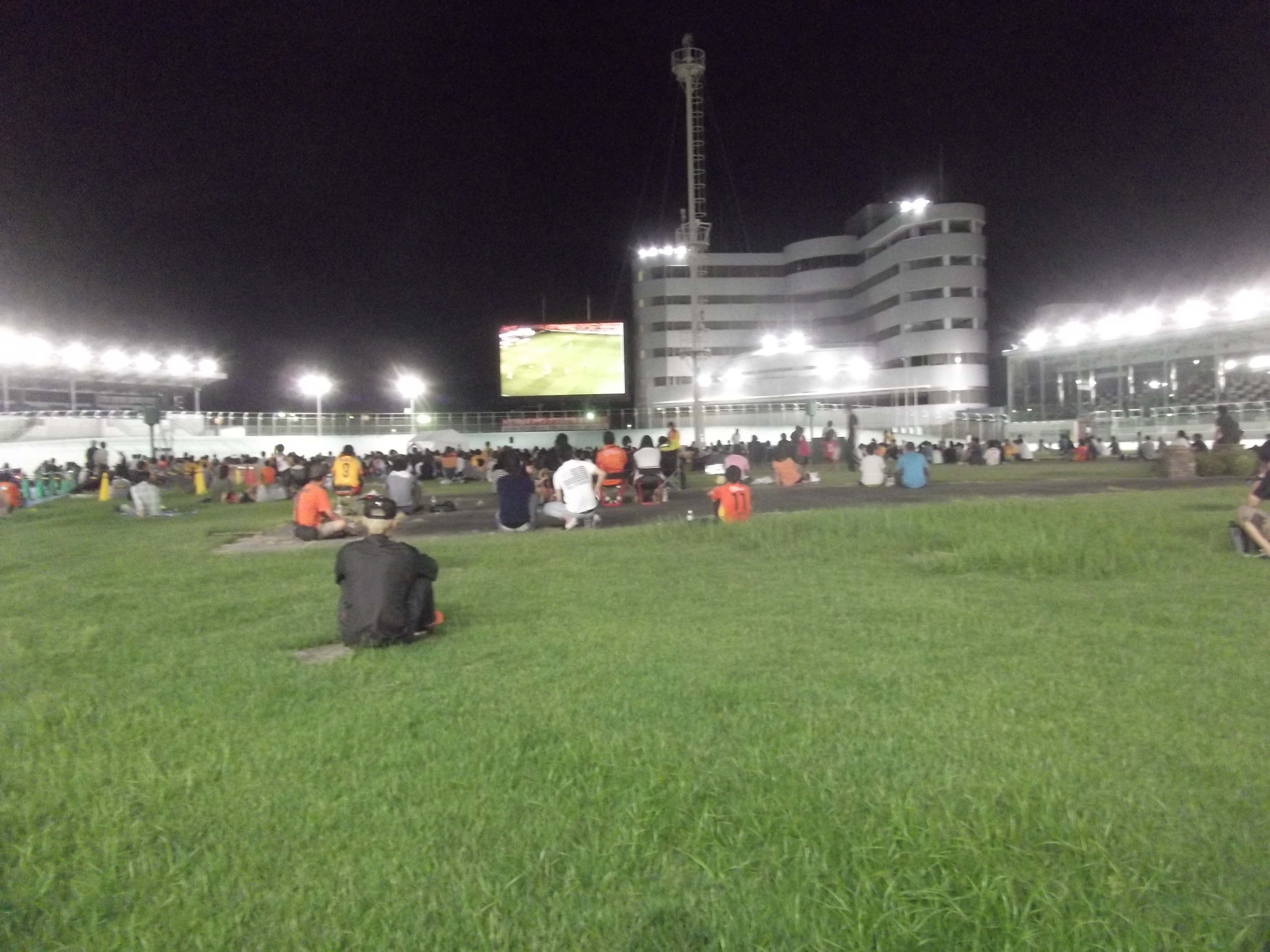
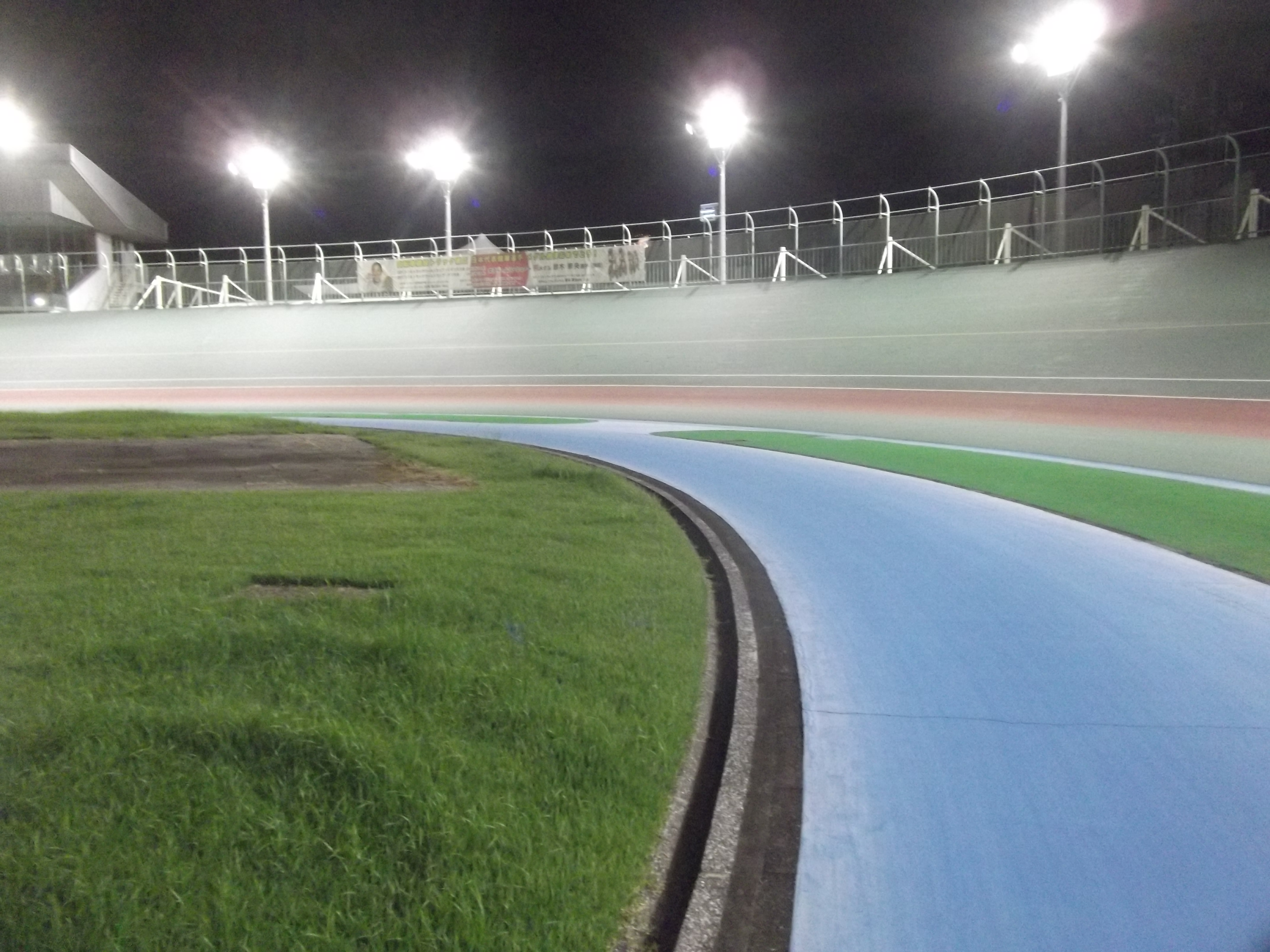
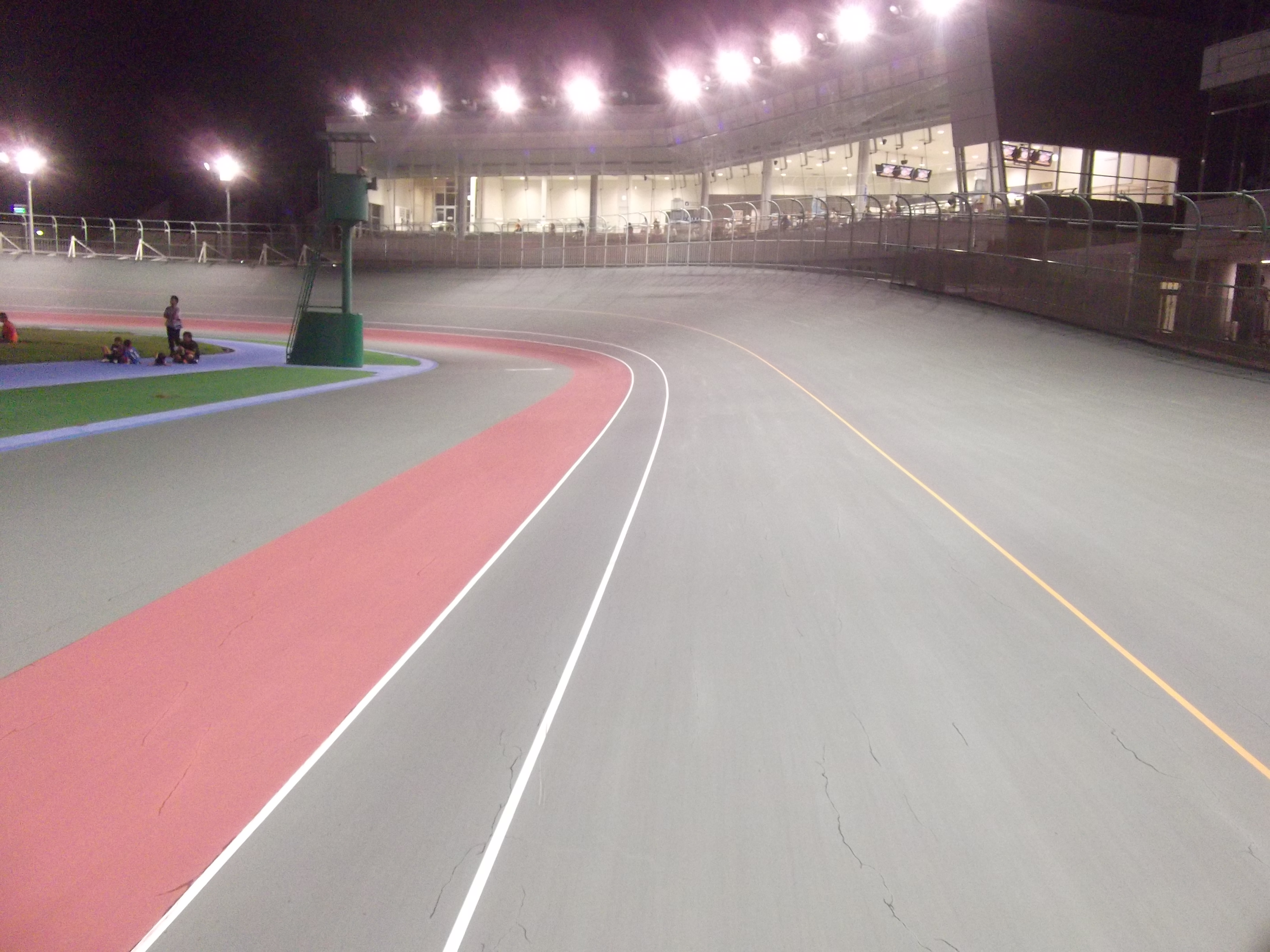
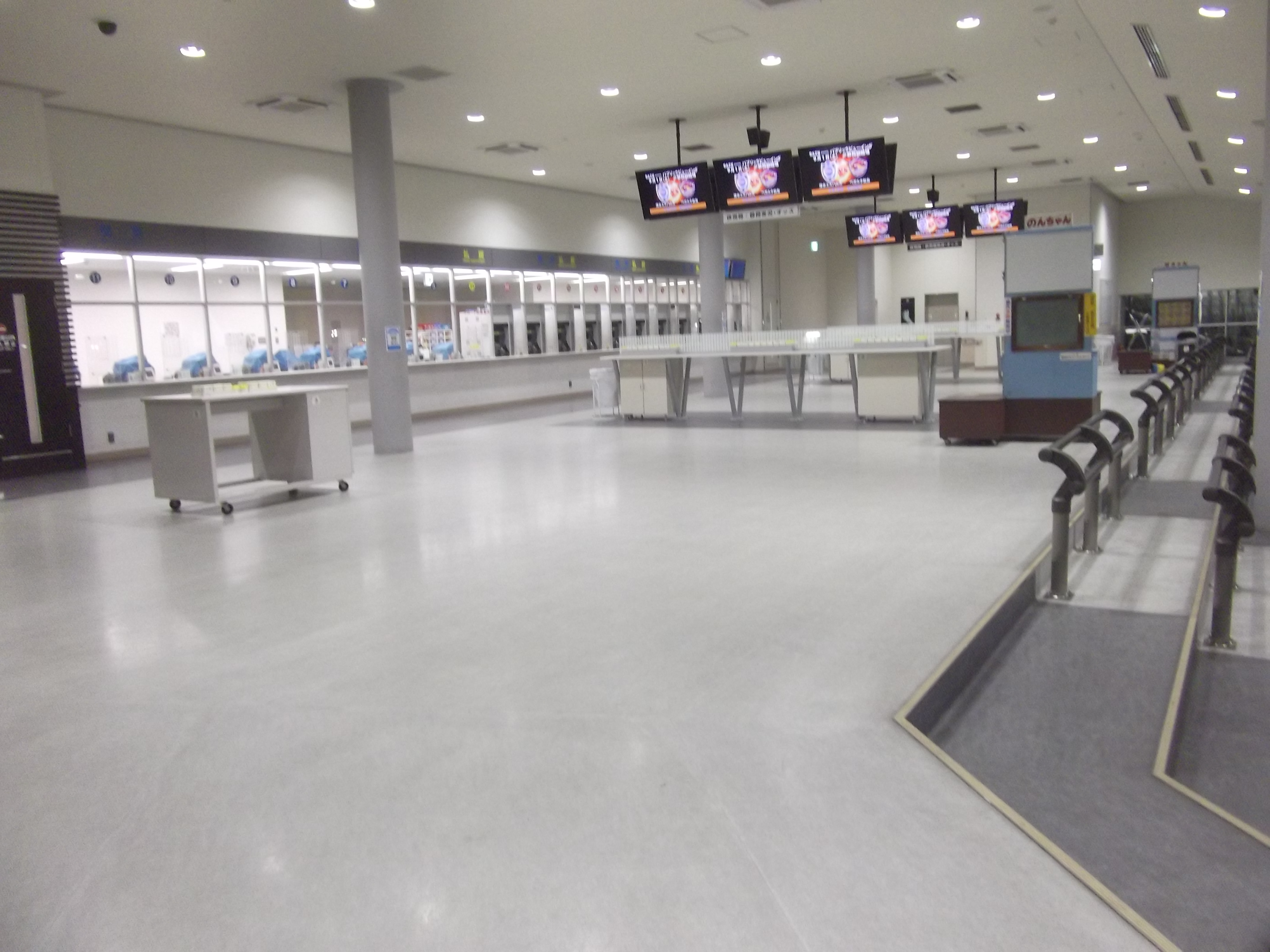

## エピソード
- 2020年に開催されたKEIRINグランプリ2020を巡り、本競輪場が20万200円の配当の的中車券を払い戻しに来た男性に対して、誤って10倍の200万2000円を手渡していたことを2021年1月8日に静岡市が発表した。男性を特定できなかったため、静岡市は「返還してほしい」と呼び掛けると共に静岡県警察に対して被害届の提出も検討していたが、翌9日に男性から過払い分が返還された[14][15][16]。ちなみに、返還がなかった場合は静岡市の予算からこの大会の主催者である平塚市（神奈川県）に差額の180万1800円を支払うことになっていた[14]。
- 2025年2月15日、開設記念3日目の場内イベントとして、「PURE-J」による女子プロレスのスペシャルマッチが開催された[17]。

## アクセス
- JR静岡駅下車、南口を出て正面、イベント用バスブース、ルノワールのブロンズ像がある広場前から無料送迎バスで約15分。

静岡駅発は初発は全て10:00、最終はデイ開催では13:00、ナイター開催では19:00、KEIRINグランプリ開催時は16:00。
- 静岡駅からしずてつジャストライン小鹿営業所行きにて競輪場入口または競輪場前バス停下車、約15分または約25分（系統による）。

- JR東静岡駅下車、徒歩20分（かつては東静岡駅との間にも無料送迎バスの運行があったが現在は廃止）。

## ホームバンクとする主な選手
- 渡邉晴智
- 新田康仁
- 柴田竜史
- 深谷知広[注 3]
- 渡邉雄太
- 村本大輔 - 引退

## 歴代記念競輪優勝者
| 年        | 優勝者     | 登録地 |
| --------- | ---------- | ------ |
| 2003年    | 村上義弘   | 京都   |
| 2005年    | 山田裕仁   | 岐阜   |
| 2006年    | 有坂直樹   | 秋田   |
| 2007年    | 新田康仁   | 静岡   |
| 2009年    | 山田裕仁   | 岐阜   |
| 2010年    | 渡邉晴智   | 静岡   |
| 2011年2月 | 五十嵐力   | 神奈川 |
| 同年11月  | 明田春喜   | 北海道 |
| 2013年    | 新田康仁   | 静岡   |
| 2014年    | 武田豊樹   | 茨城   |
| 2016年    | 神山雄一郎 | 栃木   |
| 2018年    | 古性優作   | 大阪   |
| 2019年    | 古性優作   | 大阪   |
| 2020年    | 浅井康太   | 三重   |
| 2022年    | 佐藤慎太郎 | 福島   |
| 2023年    | 郡司浩平   | 神奈川 |
| 2024年    | 清水裕友   | 山口   |
| 2025年    | 深谷知広   | 静岡   |
| 2026年    |            |        |
| 2027年    |            |        |

　※1節4日間制開催となった、2002年4月以降の歴代記念競輪優勝者を列記。